# Certificato COVID digitale dell'UE

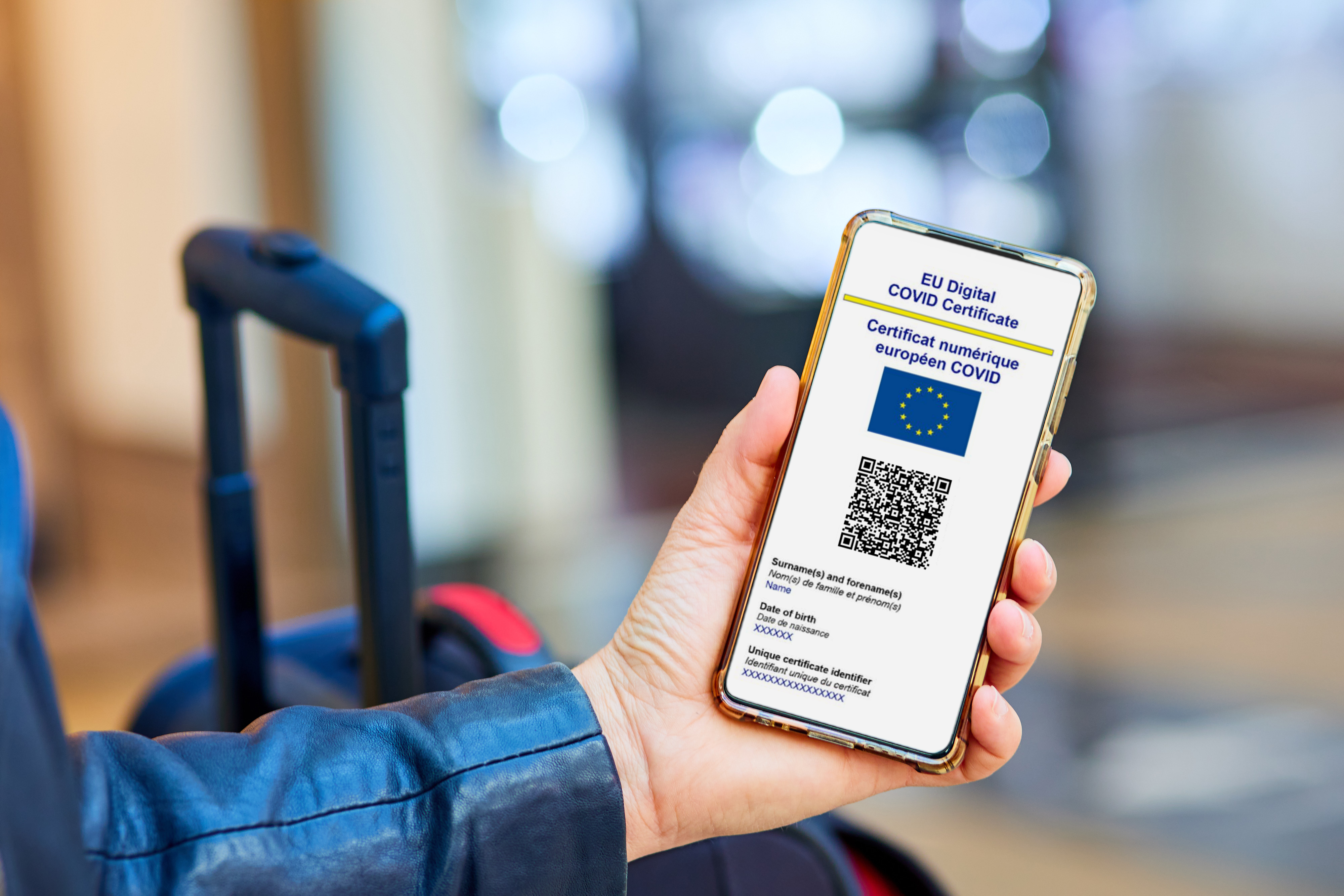
Certificato COVID digitale dell'UE su dispositivo mobile

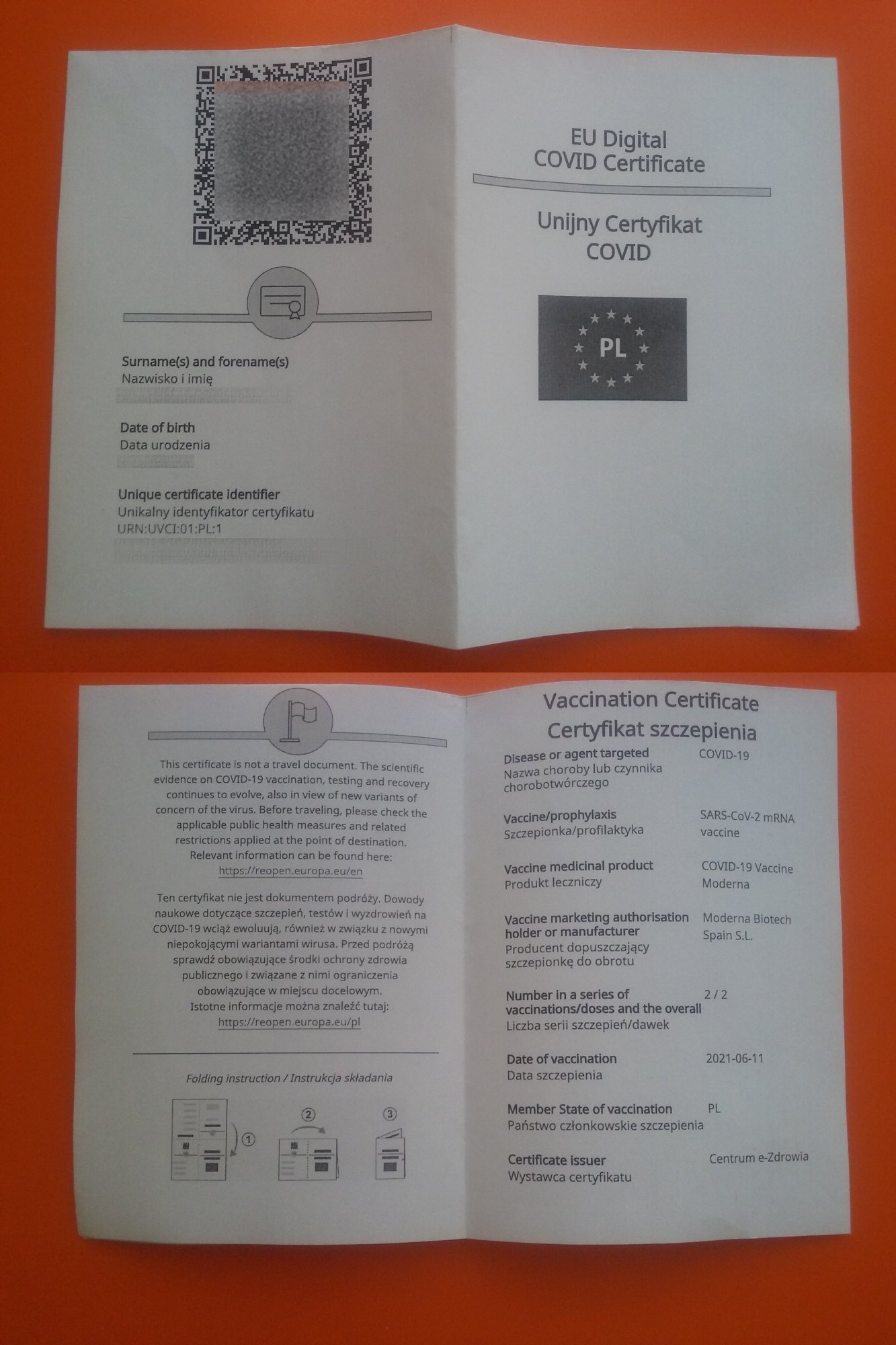
Il certificato COVID digitale dell'UE rilasciato in Polonia

Il certificato COVID digitale dell'UE (in inglese EU Digital COVID Certificate, EUDCC; in francese Certificat COVID numérique de l’UE), detto anche certificazione verde COVID-19 e comunemente noto in Italia anche con lo pseudoanglicismo Green Pass, è stato un certificato interoperabile all'interno dell'Unione europea, contenente le informazioni che attestavano che il titolare fosse stato vaccinato contro la COVID-19, o avesse effettuato un test diagnostico per SARS-CoV-2 con risultato negativo, oppure fosse guarito dalla COVID-19.
Il certificato poteva essere rilasciato sia in formato digitale, sia in formato cartaceo. Il certificato era  gratuito e veniva rilasciato in una delle lingue ufficiali dello Stato membro e in lingua inglese. Un codice QR consentiva di verificare l'autenticità del certificato e la sua validità.
Il regolamento sul certificato COVID digitale in Unione europea entrò in vigore il 1º luglio 2021 e cessò il 30 giugno 2023. 

## Storia

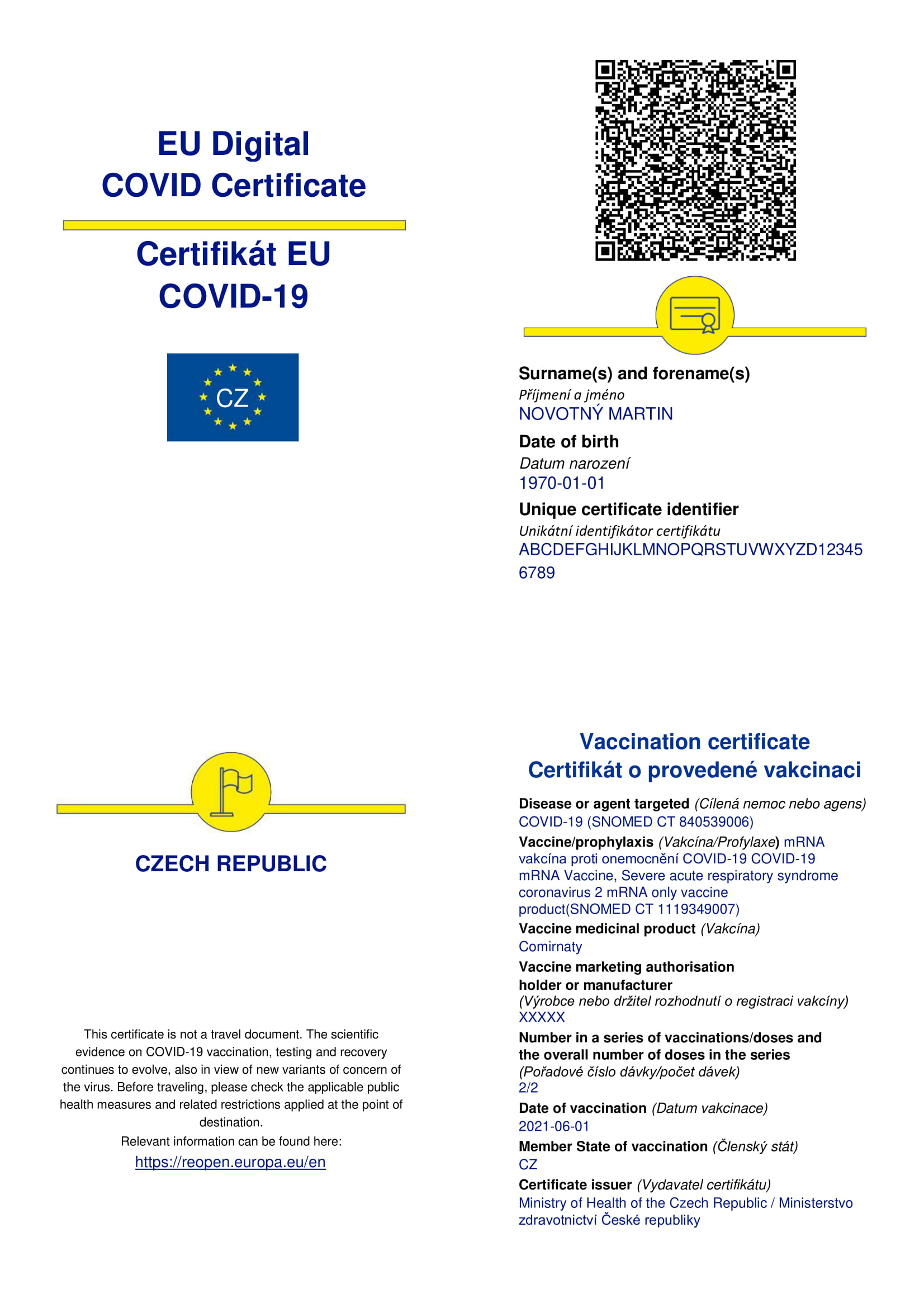
Il certificato COVID digitale dell'UE rilasciato in Repubblica Ceca

Nel marzo 2021, in piena crisi pandemica da COVID-19 (sindrome da infezione virale causata dal virus SARS-CoV-2, diffusasi a livello globale a partire dall'autunno del 2019 e che aveva già causato circa 4 000 000 di morti), la Commissione europea propose l'introduzione di un certificato di vaccinazione per contrastare la diffusione del COVID-19.
Tale certificato fu allora chiamato "certificato verde". Nell'aprile 2021 il Parlamento europeo e il Consiglio dell'Unione europea hanno concordato la proposta. Le disposizioni, contenute in due documenti, entrarono in vigore a partire dal 1º luglio 2021. Già il 1º giugno 2021 il certificato (in forma digitale) era stato rilasciato da sette Stati membri dell'Unione. La commissione inoltre lanciò una piattaforma di collegamento che unisse le certificazioni nazionali.
La proposta è stata approvata dal Parlamento europeo il 9 giugno 2021 e pochi giorni dopo anche dal Consiglio. Il 14 giugno (l'anniversario della firma del trattato di Schengen) sono stati firmati i due regolamenti sul certificato digitale, concludendo l'iter legislativo.
Dal 1º giugno 2021 ogni Stato membro può collegare la propria piattaforma nazionale a una rete comune europea e iniziare a operare il proprio certificato. A metà giugno, 15 dei 27 Paesi dell'Unione e l'Islanda lo avevano già fatto. In Italia il "certificato verde" è stato introdotto con il DPCM del 17 giugno 2021 ed è ufficialmente entrato in vigore il 6 agosto. Il 9 luglio 2021 il certificato è stato reso disponibile in Svizzera, il 2 agosto 2021 è stato adottato da San Marino e dalla Città del Vaticano e il 20 agosto dalla Macedonia del Nord, dalla Turchia, dall'Ucraina (tutti stati che non appartengono all'UE).
Gli Stati membri dell'Unione hanno adeguato le proprie restrizioni di viaggio per consentire ai cittadini di viaggiare, fermo restando la possibilità di introdurre nuove restrizioni se necessario, in particolare per contrastare la diffusione della pericolosa variante Delta del virus.
Al mese di agosto del 2021 sono stati generati più di 200 milioni di certificati COVID nei paesi dell'Unione europea.
In Italia, con il decreto-legge n. 172 del 26 novembre 2021, si implementava la certificazione verde "rafforzata", ovvero una certificazione ottenibile solo con un ciclo di vaccinazione completo o una guarigione, non con un tampone come la certificazione verde di base, gradualmente utilizzata per quasi tutte le attività non essenziali in Italia. 

### La locuzione «Green Pass»
In italiano ci si riferisce spesso a questa certificazione chiamandola con la locuzione in lingua inglese «Green Pass», mutuando il nome inglese del Tav Yarok, un'attestazione digitale israeliana che consente ai vaccinati di avere accesso alle attività commerciali e agli uffici.
In realtà in Italia il certificato è chiamato ufficialmente "certificazione verde COVID-19", o più colloquialmente “certificazione verde” o “certificato verde”.

## Obiettivi
Il certificato COVID digitale dell'UE mira a facilitare i viaggi tra i Paesi e a contribuire al graduale ripristino della libera circolazione delle persone, dopo le restrizioni e i divieti agli spostamenti attuati a causa della pandemia di COVID-19, riducendo il rischio che le riprese degli spostamenti comportino nuovi aumenti della diffusione della malattia. 
In teoria, ogni titolare di un certificato COVID non dovrebbe essere soggetto ad alcuna restrizione sui viaggi all'interno dell'Unione, né dovrebbe essere sottoposto a una quarantena al suo arrivo. Ogni Stato membro, tuttavia, può decidere quali siano le restrizioni necessarie per quanto riguarda la sanità pubblica, conformemente alle disposizioni della direttiva sulla mobilità emanate dal Consiglio dell'Unione europea.

## Normativa
Le norme che disciplinano il rilascio di questo certificato sono disciplinate da due regolamenti emanati il 14 giugno 2021 dal Parlamento europeo e dal Consiglio dell'Unione europea. Questi regolamenti sono diventati applicabili in tutta l'Unione europea il primo luglio 2021; inoltre, anche l'Islanda, il Liechtenstein, la Norvegia e la Svizzera seguiranno queste disposizioni, nonostante non facciano parte dell'Unione.
Le disposizioni sul certificato COVID digitale dell'UE sono limitate e valgono per un anno, fino al 1º luglio 2022.

### Rilascio del certificato

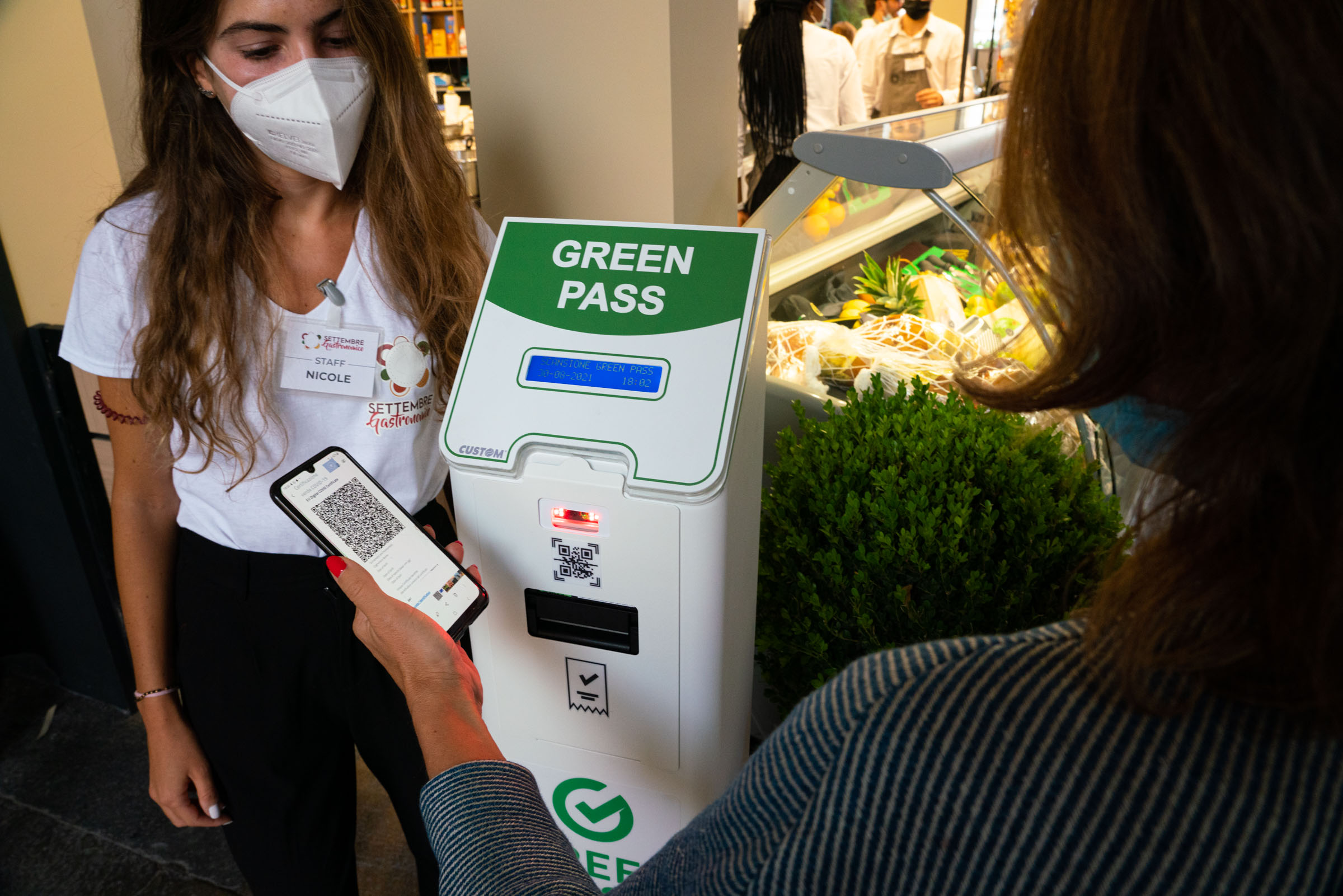
Postazione di controllo della certificazione verde in un ristorante di Parma

Il certificato digitale viene rilasciato dalle autorità nazionali competenti o dagli enti indipendenti. Le autorità sanitarie nazionali dovrebbero fornire informazioni su come ottenere il certificato, il quale serve per confermare che il titolare:
- si è fatto vaccinare contro la COVID-19 nello Stato membro che rilascia il certificato (certificato di vaccinazione);
- ha effettuato con esito negativo un tampone rinofaringeo o un test diagnostico per la COVID-19 valido nello Stato membro che rilascia il certificato (certificato di tampone);[40]
- è stato affetto dalla COVID-19 e ne è guarito (certificato di guarigione).

#### Certificato di vaccinazione
Ogni persona vaccinata contro la COVID-19 in uno Stato membro ha diritto alla certificazione, che può essere rilasciata automaticamente o su richiesta dell'interessato. 
I certificati vengono rilasciati a chi si vaccina con uno dei farmaci autorizzati nell'Unione europea contro il SARS-CoV-2.
Il certificato di vaccinazione contiene le seguenti tre categorie di dati personali:
- l'identità del titolare;
- informazioni sul vaccino e sulle dosi ricevute dal titolare;
- l'emittente del certificato e altri metadati.

In Italia, nei casi di vaccinazione la certificazione viene generata entro quindici giorni dall'inizio del ciclo vaccinale. La validità dalla data di somministrazione del vaccino, che era inizialmente di 12 mesi, veniva ridotta a 9 mesi il 15 dicembre 2021 e quindi a 6 mesi a partire dal primo febbraio 2022 con il Super Green Pass.

#### Certificato di tampone
Ogni persona su cui un tampone o un test per verificare l'infezione da COVID-19 valido in uno Stato membro ha dato esito negativo ha diritto a questo certificato, che può essere fornito automaticamente o su richiesta dell'interessato. Il certificato di prova contiene le seguenti tre categorie di dati personali: 
- l'identità del titolare;
- informazioni sul tipo di test eseguito dal titolare;
- l'emittente del certificato ed altri metadati.

In Italia, nei casi di tampone negativo la Certificazione viene generata in poche ore; la validità ha inizio a partire dall'orario in cui il tampone entra in lavorazione ed è di 72 ore per i tamponi molecolari PCR e di 48 ore per i tamponi antigenici rapidi.

#### Certificato di guarigione
Una persona a cui è stata diagnosticata la COVID-19 può ottenere la certificazione verde. Tale certificato contiene le seguenti tre categorie di dati personali:
- l'identità del titolare;
- informazioni sulla precedente malattia dovuta al SARS-CoV-2;
- l'emittente del certificato e altri metadati.

In Italia, nei casi di accertata guarigione dalla COVID-19 la certificazione viene generata entro quarantott'ore ed ha validità di sei mesi.

### Esenzione dal certificato
Per le categorie fragili e che non possono effettuare la vaccinazione le indicazioni variano da Paese membro a Paese membro.
 In Italia, per accedere ai servizi e alle attività che richiedono il certificato digitale, possono utilizzare fino al 30 settembre una Certificazione di esenzione dalla vaccinazione, rilasciata dai medici vaccinatori dei Servizi vaccinali delle Aziende ed Enti dei Servizi sanitari regionali o dai Medici di medicina generale o Pediatri di libera scelta dell’assistito che operano nell’ambito della campagna di vaccinazione anti-SARS-CoV-2 nazionale.

## Protezione dei dati personali
La Commissione europea ha creato un gateway per garantire che le firme dei titolari siano verificate in tutta l'UE. I dati personali del titolare non possono passare attraverso il gateway, dato che serve la firma per farli passare. Il trattamento dei dati personali è limitato all'accesso e alla verifica delle informazioni contenute nel certificato.

## Proteste contro l'introduzione del certificato
A partire dal luglio 2021 si sono svolte manifestazioni e proteste contro le nuove misure di contenimento della pandemia da COVID-19 in Francia, dove si sono riunite più di centomila persone, e in altri paesi europei. Dal 15 ottobre 2021, data in cui in Italia è entrato in vigore l'obbligo di possesso della certificazione verde per tutti i luoghi di lavoro pubblici e privati, manifestazioni dei cosiddetti "no green pass" e degli antivaccinisti hanno avuto luogo in varie città del Paese, tra cui Trieste e il suo porto, dove hanno partecipato circa ottomila persone e si sono avuti scontri con le forze dell’ordine. Il motivo principale delle proteste è che i manifestanti dichiarano le restrizioni ed il certificato stesso discriminatori ed anticostituzionali e che la loro utilità non sia provata scientificamente.

## Il modello Green Pass: il certificato vaccinale europeo
Il 5 giugno 2023 l’Organizzazione Mondiale della Sanità (OMS) e la Commissione europea hanno annunciato una partnership con l’obiettivo di realizzare un sistema di certificazione digitale su modello di quella utilizzata durante il Covid-19, per costruire un meccanismo globale che faciliti la mobilità mondiale e la protezione delle persone in caso di minacce sanitarie.
L’OMS mira a sviluppare diversi prodotti digitali per garantire una migliore salute della popolazione mondiale. Come annunciato dal direttore generale dell’OMS, Tedros Adhanom Ghebreyesus, in un comunicato stampa pubblicato sul sito della World Health Organization (WHO),il certificato vaccinale europeo sarà uno strumento sanitario digitale open-source che si baserà su principi di equità, innovazione, trasparenza, protezione dei dati personali e privacy. A maggio 2024, in occasione della 77esima Assemblea mondiale della sanità, verrà ufficialmente presentata la bozza dell'accordo e deciderà sulla sua approvazione.
L'accordo tra OMS e UE ha acceso da subito un ampio dibattito tra favorevoli e contrari. A fronte delle intenzioni dichiarate dell’UE e dell’OMS, che sarebbero quelle di migliorare la salute della popolazione attraverso una digitalizzazione dei dati sanitari che potrà anche tenere sotto controllo le eventuali epidemie del futuro, alcuni europarlamentari sono scettici sul fatto che la diffusione di questi strumenti digitali si possa tradurre in un miglioramento della salute dei cittadini di tutto il mondo. Al contrario, potrebbero condurre a un ulteriore controllo da parte dell’Organizzazione Mondiale della Sanità a discapito della libertà individuale delle persone.